# Gaußturm

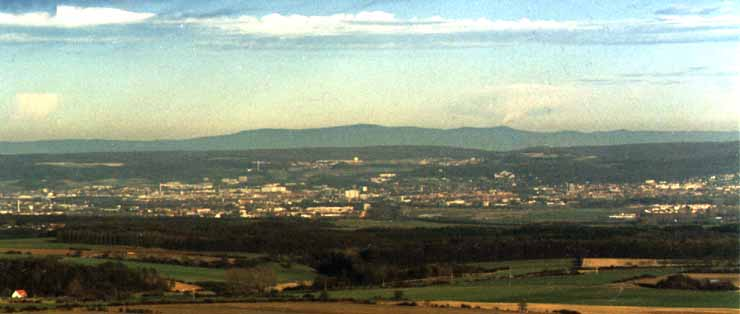
Blick vom Gaußturm in Richtung Nordosten über Göttingen hinweg zum Harz

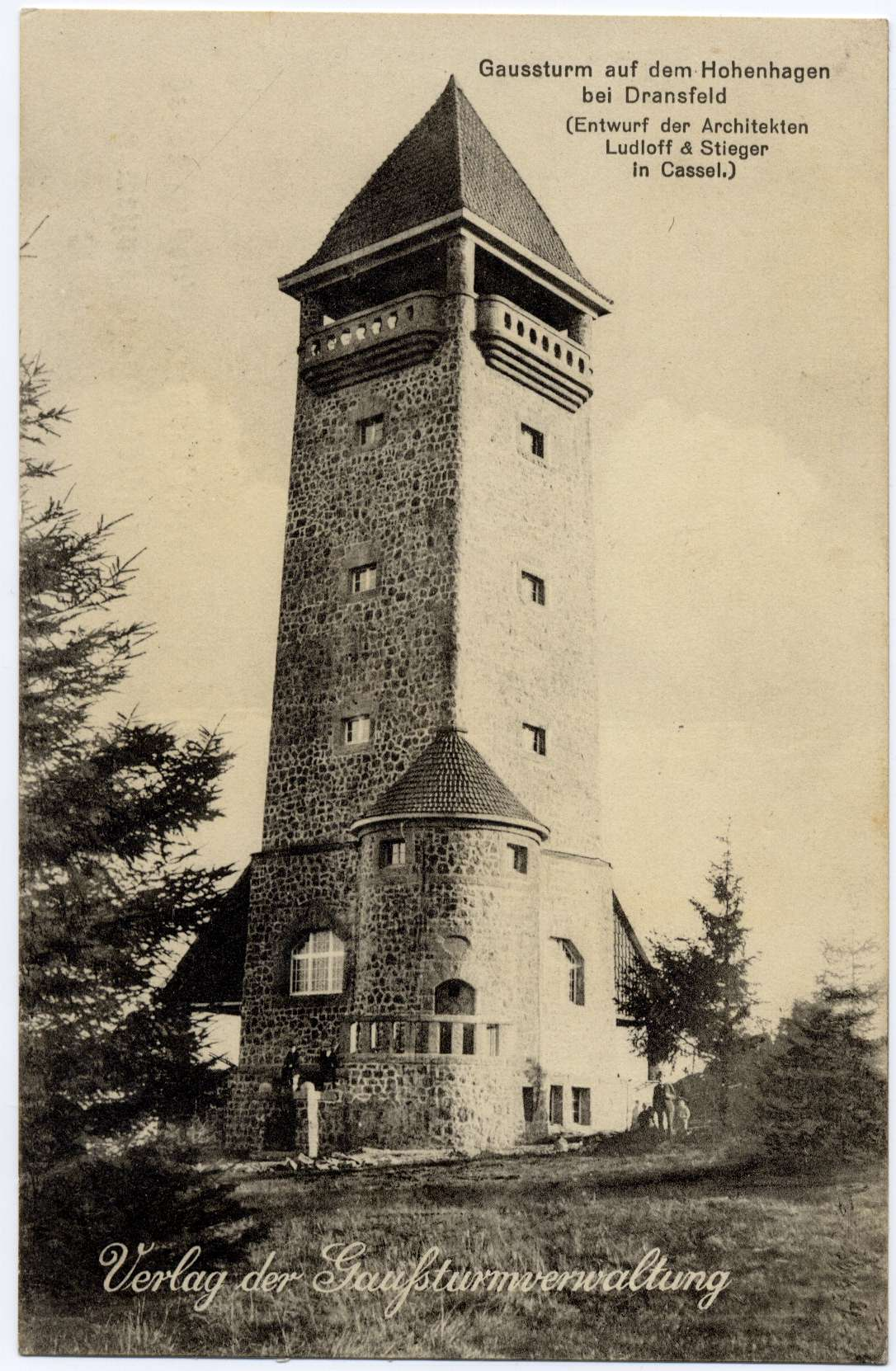
Der Alte Gaußturm …

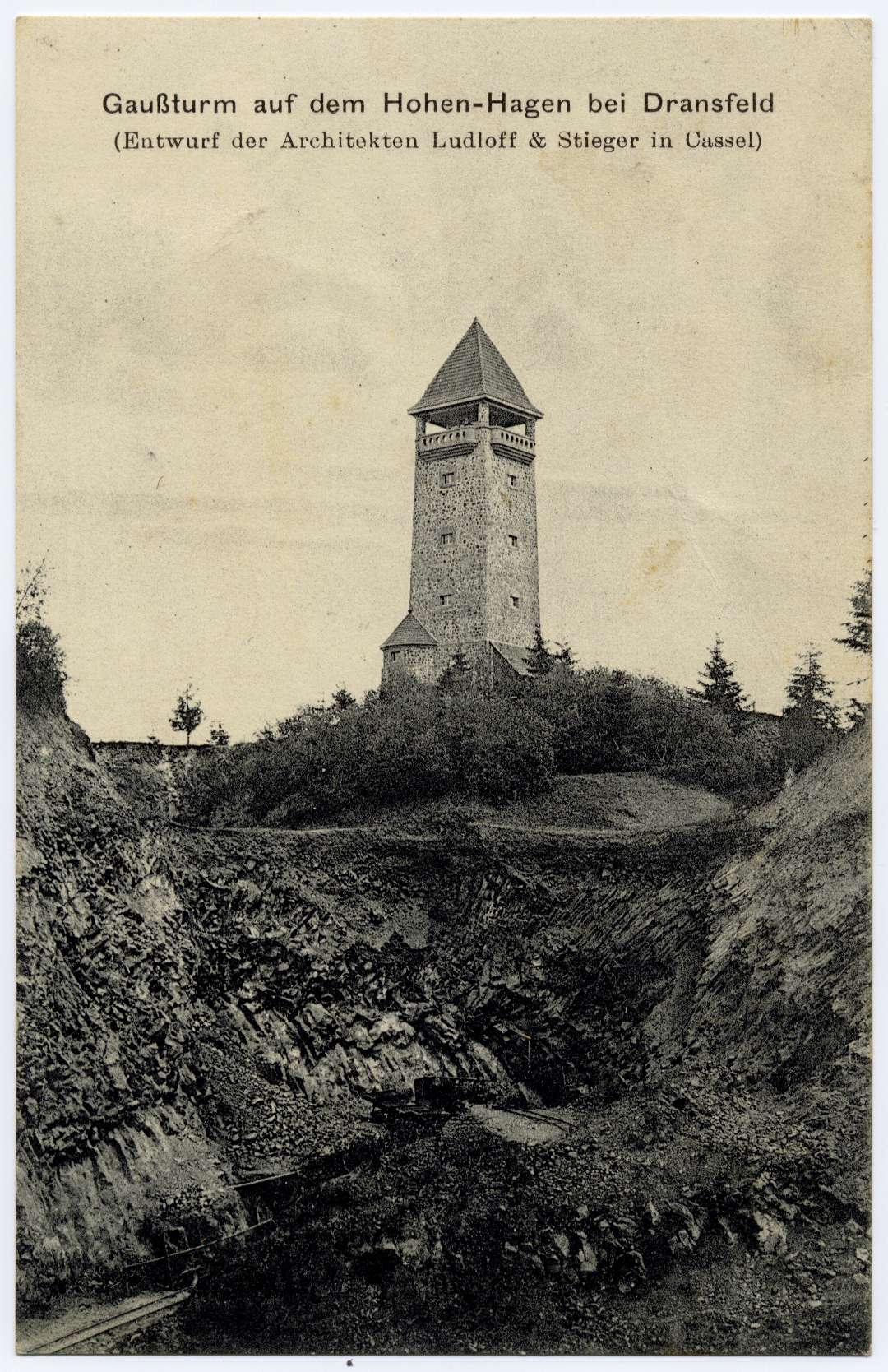
… mit dem Basaltsteinbruch

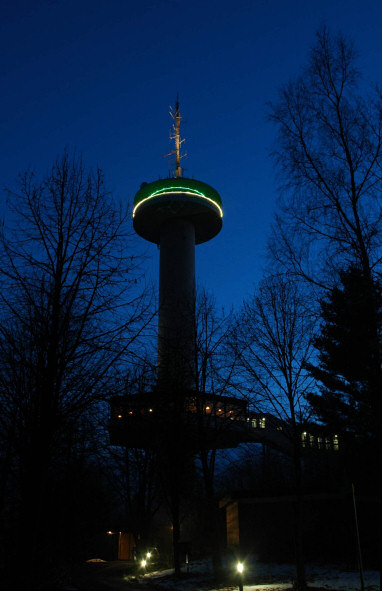
Beleuchteter Gaußturm in den Abendstunden

Der Gaußturm ist ein Sende- und Aussichtsturm auf dem Hohen Hagen (ca. 492,5 m ü. NHN) im Dransfelder Stadtwald im südniedersächsischen Landkreis Göttingen.

## Geographische Lage
Der Gaußturm steht südlich der Gipfelregion vom Hohen Hagen, des höchsten Bergs des südlich von Dransfeld gelegenen Dransfelder Stadtwaldes. Vorbei am Turm führt die Hoher-Hagen-Straße, die in Dransfeld von der Bundesstraße 3 abzweigt und in Richtung Süden auf den Berg und dann nordostwärts zur Landesstraße 559 (Dransfeld–Jühnde) verläuft. Zu Fuß ist der Turm zum Beispiel auf dem Studentenpfad oder während einer Wanderung im Dransfelder Stadtwald zu erreichen.

## Namensursprung
Der Turm ist benannt nach Carl Friedrich Gauß, der das große Dreieck Hoher Hagen–Brocken–Großer Inselsberg zu einer Grundlage der Landesvermessung des Königreichs Hannover machte.

## Turmbeschreibung

### Alter Gaußturm
Der Vorgängerbau, der Alte Gaußturm, wurde nach einem Entwurf der Kasseler Architekten Ludloff und Stieger unter anderem aus Basaltgestein erbaut. Die Grundsteinlegung erfolgte am 29. Juli 1909. Am 31. Juli 1911 wurde der Turm vor über 2000 Besuchern feierlich eingeweiht. Er war 32,3 m hoch und trug eine überdachte Aussichtsplattform bei 22,17 m Turmhöhe bzw. auf 528 m Höhe. Die Baukosten betrugen 51.000 Goldmark. Das Grundstück stellte die Stadt zur Verfügung. Kaiser Wilhelm II. überwies 4000 Mark aus der Staatskasse. Der Göttinger Professor Eberlein stiftete für das Gaußzimmer eine aus weißem Marmor gefertigte Gaußbüste.
An den Eingangstüren des Turmes befand sich der folgende Spruch:
Wer auf Bergen und Burgen

Nicht trinket und Singet

Auch nüchtern im Tale

Nichts Rechtes vollbringet
Wer nicht mit heiteren Genossen

Nicht fröhlich mag sein

Der scheer sich nach Hause

Blas Trübsal allein

Der Turm stand direkt oberhalb bzw. nördlich des Basaltsteinbruchs auf knapp 506 m Höhe. Das Basaltwerk hatte sich im Pachtvertrag von 1924 verpflichtet, „die Betriebseinrichtungen so anzulegen, dass eine Störung des Fremdenverkehrs nach dem Gaußturm vermieden wird.“ Mit den Jahren rückte die Abbaugrenze jedoch immer näher an den Turm heran. Die Bezirksregierung hatte während des Zweiten Weltkriegs eine weitere Ausdehnung des Steinbruchs in Richtung Turm verboten. Damals räumte man dem Erhalt des Turmes einen höheren Stellenwert ein als dem zusätzlichen Abbau kriegswichtigen Basalts. In den 1950er bis 1970er Jahren bestand jedoch ein geringeres öffentliches Interesse an Bauwerken und Denkmälern der Zeit um 1850 bis 1918. Zudem war das Basaltwerk der größte Arbeitgeber der Stadt Dransfeld. So waren wirtschaftliche Gesichtspunkte ausschlaggebend und man begann damit, Basalt direkt unterhalb des Turmes zu fördern. Bereits in den 1950er Jahren traten erste Risse am Turm auf. Die Sprengungen wurden trotzdem fortgesetzt und der Turm stürzte 1963 aufgrund der Lockerung des Bodens ein. Entsprechend einem Urteil des Oberlandesgerichtes Celle vom 22. Juni 1962 wurde das Basaltwerk verpflichtet, für 300.000 DM einen Neubau zu errichten.

### Neuer Gaußturm
Der neue Gaußturm wurde nach einem Entwurf des Kasseler Architekten und Landschaftsarchitekten Hermann Mattern von der Braunschweiger Firma Lucks & Co. errichtet und 1964 fertiggestellt. Er ist 51 m hoch und wurde östlich des Tagebaus aus Stahlbeton mit einem 5 m dicken Turmschaft auf 478 m Höhe errichtet; aufgrund von Baumängeln bildeten sich im Beton bereits nach wenigen Jahren Risse über die ganze Höhe. Das Fundament des Turms reicht 6 m tief in den felsigen Untergrund und weist 13 m Durchmesser auf. Der Turm bekam in den 1970er Jahren den Beinamen „widerliche Koch-Röhre“, benannt nach dem damaligen Betriebsleiter des Basaltwerks Klaus Koch. Der heutige Turm hat nie die touristische Bedeutung seines Vorgängerbaus erreicht.
Bei 14,5 m Turmhöhe befindet sich die erste (untere) Plattform mit ebenfalls 13 m Durchmesser mit einem Restaurant. Dieses wurde erst seit 1988 als solches betrieben, zuvor war dieser Raum Ausstellungsfläche. Nach der Nutzungsänderung und dem Umbau zum Restaurant erhielt die untere Plattform auch aus Brandschutzgründen einen separaten Außeneingang von der Westseite, der über einen hierfür künstlich errichteten Hügel und eine Treppenkonstruktion zu erreichen ist. Die Zugangsmöglichkeit über den alten Haupteingang mittels des Aufzugs bestand weiterhin; lediglich der Karten- und Kioskverkauf fand dort nicht mehr statt. Seit September 2012 wurde das Restaurant aus Wirtschaftlichkeitsgründen nicht mehr für das Tagesgeschäft geöffnet und stand einige Jahre nur noch für Sonderveranstaltungen zur Verfügung, inzwischen ist es verwaist.
Die zweite (obere) Plattform in 45 m Turmhöhe ist eine offene Aussichtsplattform auf 528 m Höhe, also auf der Höhe, auf der sich auch die Plattform des alten Turms befand. Sie war bis zur Restaurantschließung zu den Öffnungszeiten zu erreichen und konnte danach nur noch nach Vereinbarung und Anmeldung beim Dransfelder Verschönerungsverein von Gruppen begangen werden.
Eine erforderliche Grundsanierung des Gaußturmes wurde vom Rat der Stadt Dransfeld am 7. Februar 2007 beschlossen. Im Juni 2008 wurde die komplette Fassade des Turms saniert und Ende September 2008 abgeschlossen. Die Kosten beliefen sich auf rund 450.000 Euro brutto.
Nunmehr ist der Turm in den Abendstunden beleuchtet. Das Lichtkonzept stammt von der Hann. Mündener Lichttechnikerin Uta von Schenck.

Im Frühjahr 2009 wurde aus Gründen der Standsicherheit der Funkmast entfernt und im Herbst darauf durch eine Neukonstruktion ersetzt.

## Gaußmuseum/Gaußzimmer
Etwa 30 m nördlich des Gaußturms wurde ein kleines, sechseckiges Nebengebäude errichtet, das ursprünglich das Gaußmuseum oder Gaußzimmer beherbergen sollte. Die Gauß-Gesellschaft Göttingen richtete es im September 1977 ein, es erwies sich jedoch aufgrund von Baumängeln und zu hoher Luftfeuchtigkeit als völlig ungeeignet. Die Exponate wurden daher in das Gaußmuseum der Stadt Dransfeld überführt. 

## Turmdaten
Daten des (neuen) Gaußturms:
- Bauzeit: 11 Monate
- Fertigstellung: September 1964
- Standorthöhe: 478 m
- Turmhöhe: 51 m
- Fundament: 6 m tief mit 13 m Durchmesser
- Turmschaft: 5 m Durchmesser
- 1. (geschlossene) Plattform (mit ehemaligem Panorama-Restaurant auf 14,5 m Höhe): 18 m Durchmesser
- 2. (offene) Plattform (Aussichtsplattform; auf 45 m Turmhöhe bzw. 528 m Höhe): 13 m Durchmesser
- Aufzug für maximal 8 Personen (Fahrzeit: 55 Sekunden)
- Nottreppe: führt mit 225 Stufen vom Erdgeschoss über die erste zur zweiten Plattform

## Aussichtsmöglichkeit
Von der zweiten (oberen) Plattform (Aussichtsplattform) des (neuen) Gaußturms fällt der Blick auf den Dransfelder Wald und umliegende Ortschaften. Zudem sind bei guten Sichtbedingungen unter anderem diese Ziele zu erkennen (im Uhrzeigersinn, beginnend etwa im Norden): der Solling, Göttingen, der Göttinger Wald, der Harz, der Hohe Meißner, der Kaufunger Wald, das Habichtswälder Bergland (u. a. mit Schloss Wilhelmshöhe, Herkules, Hohem Dörnberg und Großem Bärenberg), der Reinhardswald und der Bramwald.